# Georges Madon
Georges Félix Madon (Biserta, 28 luglio 1892 – Tunisi, 11 novembre 1924) è stato un militare e aviatore francese, asso dell'aviazione durante la prima guerra mondiale con 41 vittorie accertate e 64 probabili. Decorato con la Croce di Ufficiale della Legion d'onore, la Médaille militaire e la Croix de guerre 1914–1918 con 17 palme e due stelle d'argento e una di bronzo, e con la Military Cross britannica.

## Biografia

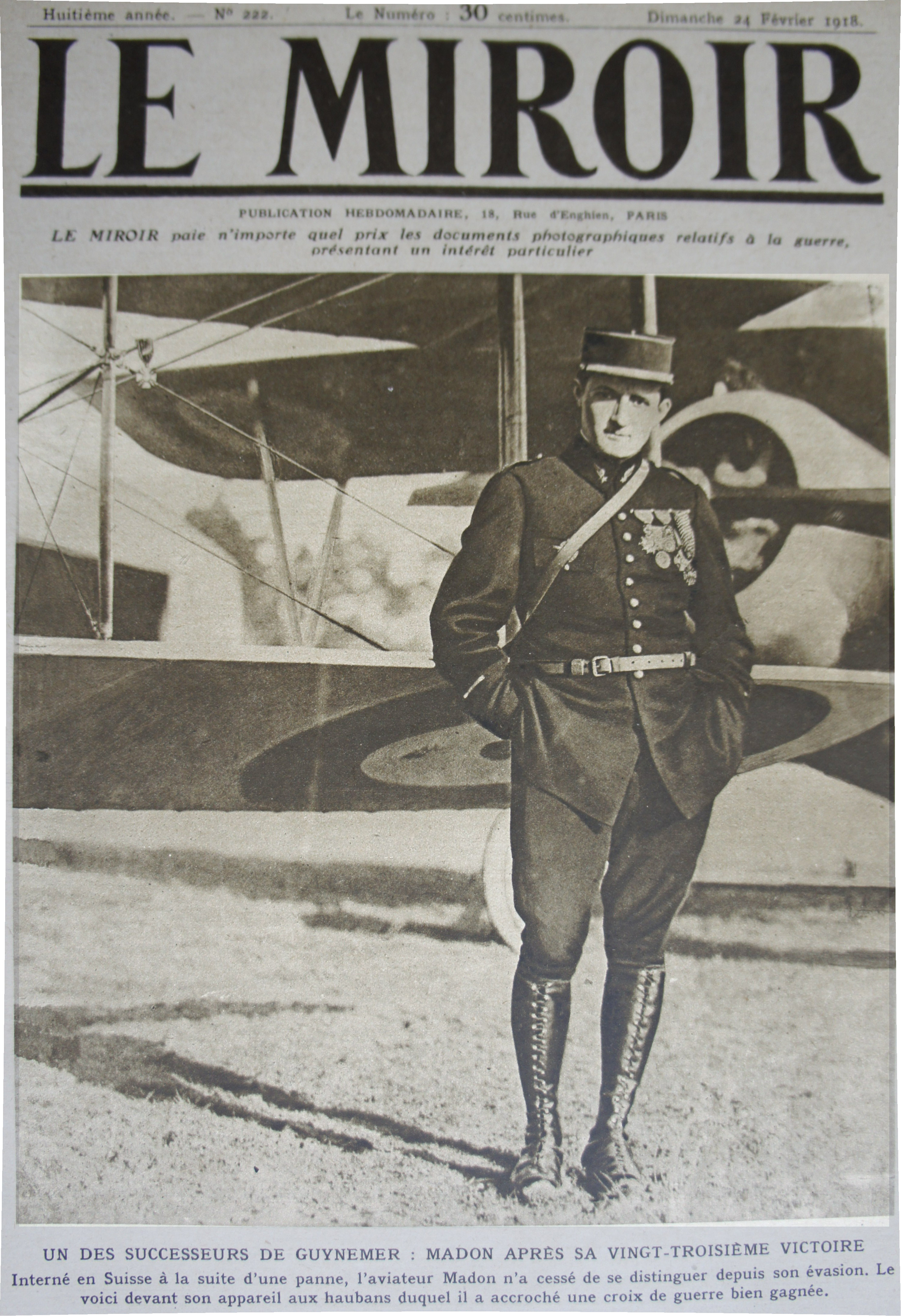
Georges Madon sulla copertina del settimanale Le Miroir n. 222 del 1916

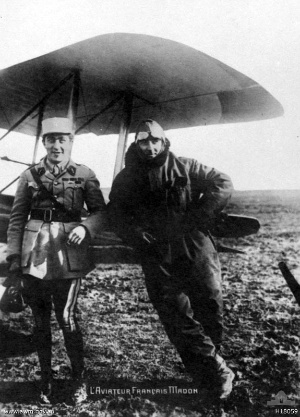
L'aviatore Georges Madon appoggiato alle ali di un caccia SPAD

Nacque a Bizerta, Tunisia, il 28 luglio 1892, all'interno di una famiglia di coloni. All'età di quindici anni si appassionò all'aviazione, incominciando a costruire un proprio aeroplano, ma senza successo.  Lasciò la scuola a causa degli attacchi di malaria cui andava soggetto, e durante i periodi in cui era costretto a casa, in cui si dedicava alla lettura di riviste di carattere tecnico aeronautico, decise di conseguire il brevetto di pilota. Nel 1911 convinse i suoi genitori a consentirgli un soggiorno in Francia per motivi di salute, e appena arrivato corse a iscriversi alla Scuola di pilotaggio Blériot di Étampes, dove ottenne la licenza di pilota civile il 7 giugno dello stesso anno, dopo 19 lezioni.  Tentò poi, senza successo, di vivere con i proventi delle sue esibizioni in riunioni aviatorie, e persino di arruolarsi come pilota nell'esercito ottomano. Il 12 marzo 1912 si arruolò nell'Armée de terre, assegnato al 1er Groupe aéronautique di Versailles in qualità di cuoco. Dopo sei mesi fu mandato alla Scuola di pilotaggio di Avord, ottenendo la qualifica di pilota militare il 12 marzo 1913, un anno dopo il suo fidanzamento, pilotando un Blériot XI. L'11 marzo 1914, mentre era assegnato all'Escadrille BL 10 di Belfort, in volo oltrepassò volontariamente il confine mettendosi a eseguire acrobazie aeree sull'Alsazia tedesca.  Al suo rientro gli vennero inflitti 30 giorni di prigione, e fu assegnato ai piloti di riserva. Dopo lo scoppio della prima guerra mondiale, con il grado di caporale fu riammesso in servizio attivo, assegnato all'Escadrille BL 30 verso la fine del mese di settembre. Svolse missioni di ricognizione e bombardamento notturno volando sui Blériot, e il 30 ottobre il motore del suo aereo fu distrutto da un colpo sparato da un cannone da 77 mm. Con molta abilità riuscì a eseguire un atterraggio di emergenza al suo velivolo, planando controvento dietro le linee francesi.
Nell'aprile 1915, mentre effettuava un volo di trasferimento insieme con un meccanico di un nuovo aereo Farman (80 CV) da Parigi a Belfort, via Toul, a causa della fitta nebbia perse la rotta entrando nello spazio aereo svizzero, dove poi fu costretto ad atterrare a Porrentruy. Internato per diversi mesi, compì due tentativi di fuga, il secondo del quale gli riuscì dopo aver anestetizzato con il cloroformio le sue guardie.  Come ricompensa per l'evasione fu deferito al Tribunale militare e condannato a 60 giorni di arresti di rigore per lo sconfinamento in Svizzera. Promosso sergente venne inviato all'Escadrille MF218 impiegata per la direzione del fuoco dell'artiglieria. 
Chiesto, e ottenuto, il trasferimento a un reparto da caccia, ricevette un ulteriore addestramento presso le basi di Pau e Cazaux, entrando in servizio presso l'Escadrille N38 il 1º settembre 1916. Conseguì la sua prima vittoria volando su un Nieuport il 28 settembre, raggiungendo quota 4 vittorie entro la fine dell'anno, ottenendo anche la promozione ad adjutant e la citazione all'ordine del giorno dell'esercito. Il 1º febbraio 1917 ottiene la sua quinta vittoria, e la qualifica di asso, e il 18 marzo abbatte un altro aereo tedesco appartenente alla Kampstaffel 9 alla quota di 5 000 metri sulla verticale di Main de Massiges. Il 5 maggio è insignito della Croce di Cavaliere della Legion d'onore.
Il 2 luglio, quando aveva già ottenuto 12 vittorie, nel corso di un duro combattimento, entra in collisione con un ricognitore biposto nemico. Il suo velivolo precipitò in vite, ma egli riuscì a raddrizzarlo poco prima di toccare il suolo, riuscendo a limitare fortemente i danni. 
Ritornato a combattere alla fine del periodo di convalescenza, il 22 agosto fu promosso al grado di sottotenente. A ottobre aveva raggiunto le 17 vittorie certe, oltre a 20 probabili.
Il 22 dicembre la sua mitragliatrice si inceppò dopo aver sparato solo cinque colpi, che comunque gli furono sufficienti per assicurarsi la diciannovesima vittoria.  Il 3 febbraio 1918 conseguì la sua prima doppietta, ripetuta il 9 marzo, mentre il 15 dello stesso mese, con all'attivo 25 vittorie, fu nominato comandante della Escadrille SPA 38, riequipaggiata con i nuovi SPAD S.XIII. Come parte dei suoi nuovi compiti addestrò numerosi piloti della sua escadrille, alcuni dei quali otterranno il titolo di asso, tra cui André Martenot de Cordoux, Hector Garaud e l'americano David Putnam.
Il 27 marzo con il suo SPAD dipinto di rosso abbatte 4 aerei, ma gliene furono riconosciuti solo 2, mentre il primo giugno distrusse un pallone drachen e tre aerei nemici.  Il 17 luglio rivendicò altri 4 abbattimenti, me gliene fu riconosciuto ufficialmente solo uno. Il 29 luglio abbatte un Fokker D.VII,  un altro l'11 agosto, e arrivando a 41 vittorie ufficiali il 3 settembre. L'ultimo giorno di guerra fu promosso capitano, e a quella data aveva conseguito 41 vittorie ufficiali e 64 probabili, classificandosi al quarto posto della classifica degli assi dell'aviazione francese, dietro a René Fonck, Georges Guynemer e Charles Nungesser. Dopo la fine del conflitto rimase in servizio nell'esercito fino al 1922, e l'anno successivo ritornò alla vita civile iniziando una attività commerciale nel settore dell'aviazione civile, e poi aprì un garage.
Ritornò al volo come pilota da competizione aerea volando su un monoposto appositamente progettato per la Coppa Deutsch de la Meurthe. Il Simplex Monoplane da lui pilotato era equipaggiato con un propulsore Hispano-Suiza di 320 CV montato in una corta fusoliera.  La visione del pilota era fortemente limitata dalla posizione del seggiolino, situato subito dietro il radiatore.  Durante un volo di prova con il Simplex si schiantò al suolo, rimanendo gravemente ferito. Ripresosi dall'incidente ritornò subito al volo organizzando un progetto privato avente l'obiettivo di realizzare un giro del mondo a tappe con una squadriglia di tre aerei da caccia Gourdou, ognuno dei quali interamente dipinto con i colori della bandiera nazionale francese. La formazione partì da Nizza il 15 marzo 1924, arrivando a Roma da dove ripartì per Pantelleria. Qui il motore del suo Gourdou rimase vittima di problemi meccanici, ed egli riuscì ad atterrare in emergenza su di un campo roccioso. Il suo compagno Emile Picard cercò di imitarlo, ma fallì l'atterraggio e l'aereo prese fuoco, con il pilota che rimase gravemente ustionato, sfigurato dalle fiamme.
Rientrato in Tunisia chiese, e ottenne nel mese di aprile, di essere reintegrato nell'esercito, assegnato al 4ème Groupe d'aviation d'Afrique.  L'11 settembre 1924 prese parte alla cerimonia di inaugurazione della statua di Roland Garros, a Tunisi. Mentre era in volo, alle 10:00 scese in picchiata per lanciare una corona di fiori, il suo aereo non riprese quota, e per evitare che l'aereo precipitasse sugli spettatori, deliberatamente, lo condusse a schiantarsi contro il tetto di un edificio rimanendo ucciso.
Anche a lui, proprio accanto a quella di Garros, gli fu eretta una statua commemorativa, accomunando nel ricordo i due grandi piloti francesi.
La Base Aerienne 702 di Avord porta il suo nome.

## Onorificenze

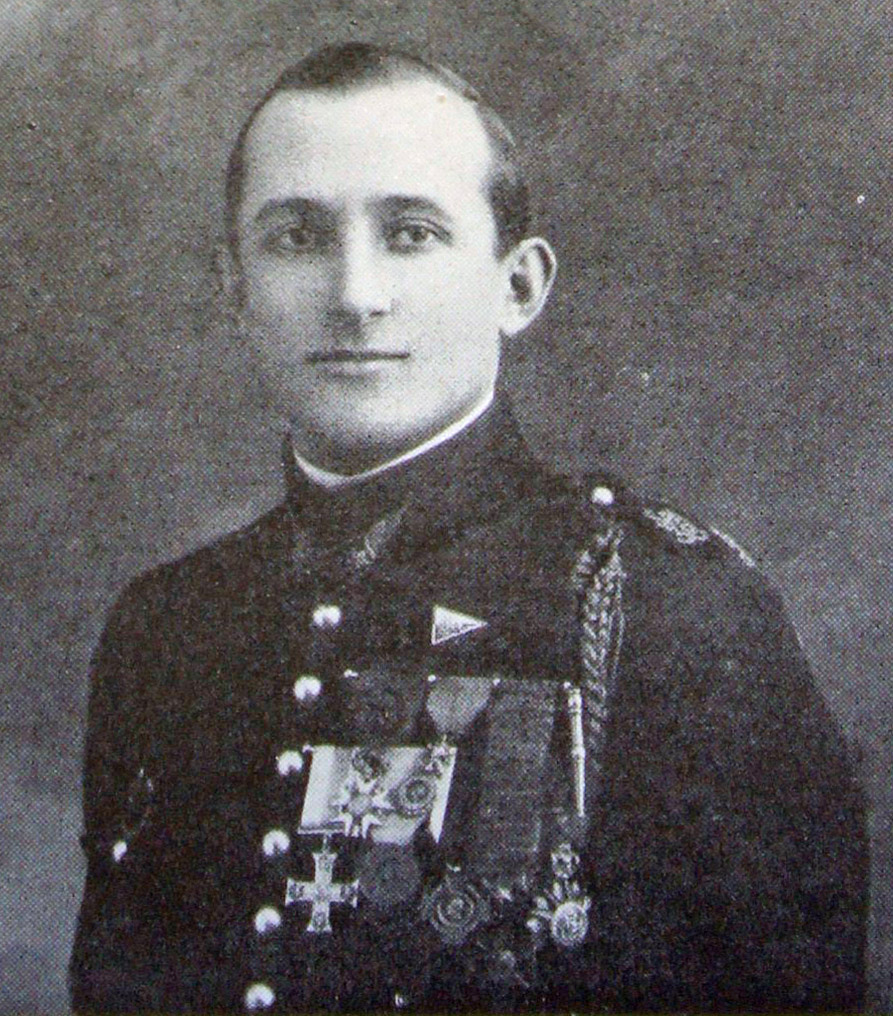
Georges Madon in una foto apparsa su un numero speciale del settimanale Le Miroir dedicato all'aviazione nel 1916

### Annotazioni
1. ↑  A quell'epoca Madon arrivò a lanciare un messaggio sopra le linee nemiche, sfidando al duello l'asso tedesco Hartmuth Baldamus che invitava il pilota tedesco a volare alle 9 antimeridiane a 5.000 metri sopra Massiges. Tale duello non avvenne mai, in quanto Baldamus rimase ucciso in azione il 14 aprile 1917.
2. ↑  Il pilota tedesco fu da lui visto lanciarsi dal velivolo in fiamme senza paracadute. Si trattava di Hans Willinger, un suo collega pilota civile con cui aveva fatto amicizia nel 1913 a Buc.
3. ↑  Anche il grande asso tedesco Ernst Udet volava su un Fokker D.VII dipinto di rosso, e ciò portò, il 3 luglio 1918, alcuni piloti tedeschi ad attaccarlo deliberatamente, avendolo scambiato per l'aereo dell'asso francese. Salvato dall'intervento del suo gregario Werner Preuss, pilota della Jasta 66, appena toccato terra Udet insultò pesantemente il Leutnant der Reserve Lambert Schütt, autore materiale dell'attacco, il quale si scusò per aver scambiato, nell'eccitazione del momento, il Fokker di Udet con lo SPAD di Madon.

### Fonti
1. 1 2  Mancini 1936, p. 417.
2. 1 2 3 4 5 6 7 8  Aerodrome.
3. 1 2 3 4 5 6 7 8 9 10 11 12 13 14  AS Peter Pan.
4. 1 2 3  First World War.
5. 1 2 3 4  Air Journale.
6. 1 2 3 4 5 6  AS14-18.
7. ↑  Mancini 1936, p. 235.